# Підпісочне
 Підпісо́чне — ландшафтний заказник місцевого значення (назва походить від назви однойменного озера). Розташований 49°00′00″ пн. ш. 37°40′50″ сх. д. / 49.00000° пн. ш. 37.68056° сх. д., за 2 км на південний захід від околиці селища Дробишеве Лиманського району Донецької області.
Статус заказника присвоєно рішеннями облвиконкому № 9 від 27 червня 1984 року і № 310 від 21 червня. Площа — 197 га. Підпісочне входить до складу Національного природного парку «Святі гори». Із заказником працює Дробишевське лісництво.
На території заказника розташоване озеро Підпісочне, яке перетинає з півночі на південь урочище Підпісочне. Довжина озера становить два з половиною кілометри, ширина сягає 100 метрів, глибина доходить до 3–4 метрів. Відстань від озера до селища Дробишеве становить 7 кілометрів.
Навколо озера Підпісочне перебувають соснові та дубові високобонітетні насадження. Сосни віком до 60–80 років ростуть у надзаплавних терасах озера і десятках боліт. Діброви — природного походження, багатоярусні, ростуть у низинах. Крім дуба у дібровах трапляється ясен, клен, осика, груша лісова, яблуня лісова.
Тваринний світ у заказнику представляють лосі, плямисті олені, кабани, козулі.
Статус заказника скасований згідно з рішенням Донецької обласної ради № 4/18-508 від 02.10.2004 року . 